# Horvátország a 2016. évi nyári olimpiai játékokon
Horvátország a brazíliai Rio de Janeiróban megrendezett 2016. évi nyári olimpiai játékok egyik részt vevő nemzete volt. Az országot az olimpián 18 sportágban 85 sportoló képviselte, akik összesen 10 érmet szereztek.

## Érmesek
| Érem  | Versenyző | Sportág       | Versenyszám           |
| ----- | --- | ------------- | --------------------- |
| Arany | Sandra Perković | Atlétika      | Női diszkoszvetés     |
| Arany | Sara Kolak | Atlétika      | Női gerelyhajítás     |
| Arany | Martin Sinković Valent Sinković | Evezés        | Férfi kétpárevezős    |
| Arany | Josip Glasnović | Sportlövészet | Férfi trap            |
| Arany | Šime Fantela Igor Marenić | Vitorlázás    | Férfi 470-es osztály  |
| Ezüst | Damir Martin | Evezés        | Férfi egypárevezős    |
| Ezüst | Tonči Stipanović | Vitorlázás    | Férfi laser           |
| Ezüst | Nemzeti válogatott Marko Bijač Luka Bukić Damir Burić Andro Bušlje Xavier García Maro Joković Ivan Krapić Luka Lončar Marko Macan Josip Pavić Antonio Petković Anđelo Šetka Sandro Sukno | Vízilabda     | Férfi                 |
| Bronz | Blanka Vlašić | Atlétika      | Női magasugrás        |
| Bronz | Filip Hrgović | Ökölvívás     | Férfi szupernehézsúly |

## Asztalitenisz
Férfi
| Versenyző     | Versenyszám | Selejtező         | 64-es főtábla     | 48-as főtábla     | 32-es főtábla                                              | Nyolcaddöntő      | Negyeddöntő       | Elődöntő          | Döntő             | Helyezés |
| Versenyző     | Versenyszám | Ellenfél Eredmény | Ellenfél Eredmény | Ellenfél Eredmény | Ellenfél Eredmény                                          | Ellenfél Eredmény | Ellenfél Eredmény | Ellenfél Eredmény | Ellenfél Eredmény | Helyezés |
| ------------- | ----------- | ----------------- | ----------------- | ----------------- | ---------------------------------------------------------- | ----------------- | ----------------- | ----------------- | ----------------- | -------- |
| Andrej Gaćina | Egyes       | erőnyerő          | erőnyerő          | erőnyerő          | Paul Drinkhall (GBR) · 11–8, 10–12, 9–11, 8–11, 11–5, 8–11 | kiesett           | kiesett           | kiesett           | kiesett           | 17.      |

## Atlétika
Férfi
| Versenyző        | Versenyszám | Selejtező | Selejtező | Döntő    | Döntő    |
| Versenyző        | Versenyszám | Eredmény  | Helyezés  | Eredmény | Helyezés |
| ---------------- | ----------- | --------- | --------- | -------- | -------- |
| Ivan Horvat      | Rúdugrás    | 530 cm    | 27.       | kiesett  | kiesett  |
| Filip Mihaljević | Súlylökés   | 19,69 m   | 21.       | kiesett  | kiesett  |
| Stipe Žunić      | Súlylökés   | 20,52 m   | 8.        | 20,04 m  | 11.      |

Női
| Versenyző        | Versenyszám | Előfutam | Előfutam | Előfutam | Elődöntő | Elődöntő | Elődöntő | Döntő   | Döntő    |
| Versenyző        | Versenyszám | Idő      | Hely.    | Össz.    | Idő      | Hely.    | Össz.    | Idő     | Helyezés |
| ---------------- | ----------- | -------- | -------- | -------- | -------- | -------- | -------- | ------- | -------- |
| Andrea Ivančević | 100 m gát   | 12,90    | 4.       | 17.*     | 12,93    | 6.       | 13.      | kiesett | kiesett  |
| Matea Matošević  | Maraton     |          |          |          |          |          |          | 2:50:00 | 104.     |
| Marija Vrajić    | Maraton     |          |          |          |          |          |          | 2:59:24 | 119.     |

| Versenyző       | Versenyszám   | Selejtező | Selejtező | Döntő    | Döntő    |
| Versenyző       | Versenyszám   | Eredmény  | Helyezés  | Eredmény | Helyezés |
| --------------- | ------------- | --------- | --------- | -------- | -------- |
| Ana Šimić       | Magasugrás    | 189 cm    | 22.**     | kiesett  | kiesett  |
| Blanka Vlašić   | Magasugrás    | 194 cm    | 1.***     | 197 cm   |          |
| Sandra Perković | Diszkoszvetés | 64,81 m   | 3.        | 69,21 m  |          |
| Sara Kolak      | Gerelyhajítás | 64,30 m   | 3.        | 66,18 m  |          |

* - egy másik versenyzővel azonos eredményt ért el

** - két másik versenyzővel azonos eredményt ért el

*** - öt másik versenyzővel azonos eredményt ért el

## Birkózás

### Férfi
Kötöttfogású
| Versenyző      | Versenyszám | Selejtező         | Nyolcaddöntő            | Negyeddöntő            | Elődöntő                  | Vigaszág első kör | Vigaszág elődöntő | Bronz- mérkőzés                     | Döntő             | Helyezés |
| Versenyző      | Versenyszám | Ellenfél Eredmény | Ellenfél Eredmény       | Ellenfél Eredmény      | Ellenfél Eredmény         | Ellenfél Eredmény | Ellenfél Eredmény | Ellenfél Eredmény                   | Ellenfél Eredmény | Helyezés |
| -------------- | ----------- | ----------------- | ----------------------- | ---------------------- | ------------------------- | ----------------- | ----------------- | ----------------------------------- | ----------------- | -------- |
| Božo Starčević | 75 kg       | erőnyerő          | Selçuk Çebi (TUR) · 2–1 | Andy Bisek (USA) · 2–0 | Roman Vlaszov (RUS) · 3–6 |                   |                   | Kim Hjonu (Kim Hyeon-u) (KOR) · 4–6 |                   | 5.       |

## Cselgáncs
Női
| Versenyző     | Versenyszám | Selejtező                         | Nyolcaddöntő      | Negyeddöntő       | Elődöntő          | Vigaszág elődöntő | Bronz- mérkőzés   | Döntő             | Helyezés |
| Versenyző     | Versenyszám | Ellenfél Eredmény                 | Ellenfél Eredmény | Ellenfél Eredmény | Ellenfél Eredmény | Ellenfél Eredmény | Ellenfél Eredmény | Ellenfél Eredmény | Helyezés |
| ------------- | ----------- | --------------------------------- | ----------------- | ----------------- | ----------------- | ----------------- | ----------------- | ----------------- | -------- |
| Barbara Matić | Középsúly   | María Pérez (PUR) · 000(0)–011(2) | kiesett           | kiesett           | kiesett           |                   |                   |                   | 17.      |

## Evezés
Férfi
| Versenyző                       | Versenyszám  | Előfutam | Előfutam | Vigaszág | Vigaszág | Negyeddöntő | Negyeddöntő | Elődöntő | Elődöntő | Elődöntő | Döntő | Döntő   | Döntő | Helyezés |
| Versenyző                       | Versenyszám  | Idő      | Hely.    | Idő      | Hely.    | Idő         | Hely.       | Típus    | Idő      | Hely.    | Típus | Idő     | Hely. | Helyezés |
| ------------------------------- | ------------ | -------- | -------- | -------- | -------- | ----------- | ----------- | -------- | -------- | -------- | ----- | ------- | ----- | -------- |
| Damir Martin                    | Egypárevezős | 7:23,08  | 2.       | erőnyerő | erőnyerő | 6:44,44     | 1.          | A/B      | 6:59,43  | 2.       | A     | 6:41,34 | 2.    |          |
| Martin Sinković Valent Sinković | Kétpárevezős | 6:30,09  | 1.       | erőnyerő | erőnyerő |             |             | A/B      | 6:12,27  | 1.       | A     | 6:50,28 | 1.    |          |

## Kerékpározás

### Országúti kerékpározás
Férfi
| Versenyző         | Versenyszám   | Idő             | Helyezés      |
| ----------------- | ------------- | --------------- | ------------- |
| Kristijan Đurasek | Mezőnyverseny | 6:13:36 (+3:31) | 18.           |
| Matija Kvasina    | Mezőnyverseny | nem ért célba   | nem ért célba |

## Kézilabda

### Férfi
| Horvát férfi kézilabdacsapat-játékoskeret                                                                    | Horvát férfi kézilabdacsapat-játékoskeret                                                                        |
| --- | --- |
| - Ilija Brozović - Ivan Čupić - Domagoj Duvnjak - Jakov Gojun - Zlatko Horvat - Igor Karačić - Marko Kopljar | - Krešimir Kozina - Marko Mamić - Ivan Pešić - Ivan Slišković - Ivan Stevanović - Luka Stepančić - Manuel Štrlek |

#### Eredmények
Csoportkör
A csoport
| Hely. | Csapat              | M | Gy | D | V | G+  | G–  | Gk  | P | Továbbjutás |
| ----- | ------------------- | - | -- | - | - | --- | --- | --- | - | ----------- |
| 1.    | Horvátország (CRO)  | 5 | 4  | 0 | 1 | 147 | 134 | +13 | 8 | Negyeddöntő |
| 2.    | Franciaország (FRA) | 5 | 4  | 0 | 1 | 152 | 126 | +26 | 8 | Negyeddöntő |
| 3.    | Dánia (DEN)         | 5 | 3  | 0 | 2 | 136 | 127 | +9  | 6 | Negyeddöntő |
| 4.    | Katar (QAT)         | 5 | 2  | 1 | 2 | 122 | 127 | −5  | 5 | Negyeddöntő |
| 5.    | Argentína (ARG)     | 5 | 1  | 0 | 4 | 110 | 126 | −16 | 2 |             |
| 6.    | Tunézia (TUN)       | 5 | 0  | 1 | 4 | 118 | 145 | −27 | 1 |             |

1. 1 2  Hotvátország 29–28 Franciaország

| 2016. augusztus 7. 9:30 (14:30) | Horvátország (CRO) | 23–30       | Katar (QAT) | Future Arena, Rio de Janeiro Játékvezetők: Raluy, Sabroso Ramírez (ESP) |
| 2016. augusztus 7. 9:30 (14:30) | Štrlek 5           | (8–15)      | Marković 10 | Future Arena, Rio de Janeiro Játékvezetők: Raluy, Sabroso Ramírez (ESP) |
| 2016. augusztus 7. 9:30 (14:30) | 5× 3×              | Jegyzőkönyv | 6× 1×       | Future Arena, Rio de Janeiro Játékvezetők: Raluy, Sabroso Ramírez (ESP) |

| 2016. augusztus 9. 21:50 (02:50) | Argentína (ARG) | 26–27       | Horvátország (CRO) | Future Arena, Rio de Janeiro Játékvezetők: Rashed, El-Sayed (EGY) |
| 2016. augusztus 9. 21:50 (02:50) | Fernández 8     | (15–14)     | Štrlek 7           | Future Arena, Rio de Janeiro Játékvezetők: Rashed, El-Sayed (EGY) |
| 2016. augusztus 9. 21:50 (02:50) | 4× 2× 1×        | Jegyzőkönyv | 3× 4×              | Future Arena, Rio de Janeiro Játékvezetők: Rashed, El-Sayed (EGY) |

| 2016. augusztus 11. 14:40 (19:40) | Dánia (DEN)   | 24–27       | Horvátország (CRO) | Future Arena, Rio de Janeiro Játékvezetők: Geipel, Helbig (GER) |
| 2016. augusztus 11. 14:40 (19:40) | Svan Hansen 9 | (12–15)     | Duvnjak 8          | Future Arena, Rio de Janeiro Játékvezetők: Geipel, Helbig (GER) |
| 2016. augusztus 11. 14:40 (19:40) | 3× 2×         | Jegyzőkönyv | 5× 4×              | Future Arena, Rio de Janeiro Játékvezetők: Geipel, Helbig (GER) |

| 2016. augusztus 13. 11:30 (16:30) | Horvátország (CRO) | 29–28       | Franciaország (FRA) | Future Arena, Rio de Janeiro Játékvezetők: Pálsson, Elíasson (ISL) |
| 2016. augusztus 13. 11:30 (16:30) | Kopljar 6          | (14–12)     | Guigou 10           | Future Arena, Rio de Janeiro Játékvezetők: Pálsson, Elíasson (ISL) |
| 2016. augusztus 13. 11:30 (16:30) | 5× 4× 2×           | Jegyzőkönyv | 2× 4×               | Future Arena, Rio de Janeiro Játékvezetők: Pálsson, Elíasson (ISL) |

| 2016. augusztus 15. 19:50 (00:50) | Horvátország (CRO) | 41–26       | Tunézia (TUN) | Future Arena, Rio de Janeiro Játékvezetők: Coulibaly, Diabaté (CIV) |
| 2016. augusztus 15. 19:50 (00:50) | Karačić 9          | (25–10)     | Boughanmi 7   | Future Arena, Rio de Janeiro Játékvezetők: Coulibaly, Diabaté (CIV) |
| 2016. augusztus 15. 19:50 (00:50) | 4× 2×              | Jegyzőkönyv | 1× 1×         | Future Arena, Rio de Janeiro Játékvezetők: Coulibaly, Diabaté (CIV) |

Negyeddöntő
| 2016. augusztus 17. 20:30 (01:30) | Horvátország (CRO) | 27–30       | Lengyelország (POL) | Future Arena, Rio de Janeiro Játékvezetők: Geipel, Helbig (GER) |
| 2016. augusztus 17. 20:30 (01:30) | Čupić, Stepančić 7 | (14–18)     | Bielecki 12         | Future Arena, Rio de Janeiro Játékvezetők: Geipel, Helbig (GER) |
| 2016. augusztus 17. 20:30 (01:30) | 2× 4× 1×           | Jegyzőkönyv | 2× 2×               | Future Arena, Rio de Janeiro Játékvezetők: Geipel, Helbig (GER) |

| Csapat             | Helyezés |
| ------------------ | -------- |
| Horvátország (CRO) | 5.       |

## Kosárlabda

### Férfi
| Horvát férfi kosárlabdacsapat-játékoskeret                                    | Horvát férfi kosárlabdacsapat-játékoskeret                                 |
| ----------------------------------------------------------------------------- | -------------------------------------------------------------------------- |
| - Luka Babić - Miro Bilan - Bojan Bogdanović - Mario Hezonja - Darko Planinić | - Željko Šakić - Dario Šarić - Krunoslav Simon - Rok Stipčević - Roko Ukić |

#### Eredmények
Csoportkör
B csoport
| Hely. | Csapat        | M | Gy | V | P+  | P–  | Pk  | P |
| ----- | ------------- | - | -- | - | --- | --- | --- | - |
| 1.    | Horvátország  | 5 | 3  | 2 | 400 | 407 | −7  | 8 |
| 2.    | Spanyolország | 5 | 3  | 2 | 432 | 357 | +75 | 8 |
| 3.    | Litvánia      | 5 | 3  | 2 | 392 | 428 | −36 | 8 |
| 4.    | Argentína     | 5 | 3  | 2 | 441 | 428 | +13 | 8 |
| 5.    | Brazília      | 5 | 2  | 3 | 411 | 407 | +4  | 7 |
| 6.    | Nigéria       | 5 | 1  | 4 | 392 | 441 | −49 | 6 |

| 2016. augusztus 7. 19:00 (24:00) | Horvátország (CRO)                       | 72–70     | Spanyolország | Carioca Arena 1, Rio de Janeiro Nézőszám: 8039 Játékvezetők: Stephen Seibel (CAN), Oļegs Latiševs (LAT), Robert Lottermoser (GER) |
| 2016. augusztus 7. 19:00 (24:00) | (13–21, 19–17, 15–16, 25–16) Jegyzőkönyv |           |               | Carioca Arena 1, Rio de Janeiro Nézőszám: 8039 Játékvezetők: Stephen Seibel (CAN), Oļegs Latiševs (LAT), Robert Lottermoser (GER) |
| 2016. augusztus 7. 19:00 (24:00) | Bogdanović 23                            | Pont      | Gasol 26      | Carioca Arena 1, Rio de Janeiro Nézőszám: 8039 Játékvezetők: Stephen Seibel (CAN), Oļegs Latiševs (LAT), Robert Lottermoser (GER) |
| 2016. augusztus 7. 19:00 (24:00) | három játékos 7                          | Lepattanó | Gasol 9       | Carioca Arena 1, Rio de Janeiro Nézőszám: 8039 Játékvezetők: Stephen Seibel (CAN), Oļegs Latiševs (LAT), Robert Lottermoser (GER) |
| 2016. augusztus 7. 19:00 (24:00) | Šarić 5                                  | Gólpassz  | Rodríguez 7   | Carioca Arena 1, Rio de Janeiro Nézőszám: 8039 Játékvezetők: Stephen Seibel (CAN), Oļegs Latiševs (LAT), Robert Lottermoser (GER) |

| 2016. augusztus 9. 22:30 (3:30) | Argentína (ARG)                          | 90–82     | Horvátország | Carioca Arena 1, Rio de Janeiro Nézőszám: 8514 Játékvezetők: Christos Christodoulou (GRE), Steve Anderson (USA), José Reyes (MEX) |
| 2016. augusztus 9. 22:30 (3:30) | (22–22, 24–18, 27–14, 17–28) Jegyzőkönyv |           |              | Carioca Arena 1, Rio de Janeiro Nézőszám: 8514 Játékvezetők: Christos Christodoulou (GRE), Steve Anderson (USA), José Reyes (MEX) |
| 2016. augusztus 9. 22:30 (3:30) | Scola 23                                 | Pont      | Šarić 19     | Carioca Arena 1, Rio de Janeiro Nézőszám: 8514 Játékvezetők: Christos Christodoulou (GRE), Steve Anderson (USA), José Reyes (MEX) |
| 2016. augusztus 9. 22:30 (3:30) | Scola 9                                  | Lepattanó | Šarić 10     | Carioca Arena 1, Rio de Janeiro Nézőszám: 8514 Játékvezetők: Christos Christodoulou (GRE), Steve Anderson (USA), José Reyes (MEX) |
| 2016. augusztus 9. 22:30 (3:30) | Campazzo 8                               | Gólpassz  | Šarić 7      | Carioca Arena 1, Rio de Janeiro Nézőszám: 8514 Játékvezetők: Christos Christodoulou (GRE), Steve Anderson (USA), José Reyes (MEX) |

| 2016. augusztus 11. 14:15 (19:15) | Brazília (BRA)                           | 76–80     | Horvátország  | Carioca Arena 1, Rio de Janeiro Nézőszám: 10 756 Játékvezetők: Borys Ryzhyk (UKR), Roberto Vázquez (PUR), Oļegs Latiševs (LAT) |
| 2016. augusztus 11. 14:15 (19:15) | (17–19, 14–22, 19–18, 26–21) Jegyzőkönyv |           |               | Carioca Arena 1, Rio de Janeiro Nézőszám: 10 756 Játékvezetők: Borys Ryzhyk (UKR), Roberto Vázquez (PUR), Oļegs Latiševs (LAT) |
| 2016. augusztus 11. 14:15 (19:15) | Barbosa 16                               | Pont      | Bogdanović 33 | Carioca Arena 1, Rio de Janeiro Nézőszám: 10 756 Játékvezetők: Borys Ryzhyk (UKR), Roberto Vázquez (PUR), Oļegs Latiševs (LAT) |
| 2016. augusztus 11. 14:15 (19:15) | Lima 6                                   | Lepattanó | Šarić 7       | Carioca Arena 1, Rio de Janeiro Nézőszám: 10 756 Játékvezetők: Borys Ryzhyk (UKR), Roberto Vázquez (PUR), Oļegs Latiševs (LAT) |
| 2016. augusztus 11. 14:15 (19:15) | Huertas 9                                | Gólpassz  | Ukić 4        | Carioca Arena 1, Rio de Janeiro Nézőszám: 10 756 Játékvezetők: Borys Ryzhyk (UKR), Roberto Vázquez (PUR), Oļegs Latiševs (LAT) |

| 2016. augusztus 13. 22:30 (3:30) | Horvátország (CRO)                       | 76–90     | Nigéria  | Carioca Arena 1, Rio de Janeiro Nézőszám: 8720 Játékvezetők: Steve Anderson (USA), Damir Javor (SLO), Scott Beker (AUS) |
| 2016. augusztus 13. 22:30 (3:30) | (28–21, 11–22, 17–27, 20–20) Jegyzőkönyv |           |          | Carioca Arena 1, Rio de Janeiro Nézőszám: 8720 Játékvezetők: Steve Anderson (USA), Damir Javor (SLO), Scott Beker (AUS) |
| 2016. augusztus 13. 22:30 (3:30) | Bogdanović 28                            | Pont      | Umeh 19  | Carioca Arena 1, Rio de Janeiro Nézőszám: 8720 Játékvezetők: Steve Anderson (USA), Damir Javor (SLO), Scott Beker (AUS) |
| 2016. augusztus 13. 22:30 (3:30) | Simon 6                                  | Lepattanó | Diogu 12 | Carioca Arena 1, Rio de Janeiro Nézőszám: 8720 Játékvezetők: Steve Anderson (USA), Damir Javor (SLO), Scott Beker (AUS) |
| 2016. augusztus 13. 22:30 (3:30) | Ukić 4                                   | Gólpassz  | Ere 6    | Carioca Arena 1, Rio de Janeiro Nézőszám: 8720 Játékvezetők: Steve Anderson (USA), Damir Javor (SLO), Scott Beker (AUS) |

| 2016. augusztus 15. 22:30 (3:30) | Litvánia (LTU)                           | 81–90     | Horvátország  | Carioca Arena 1, Rio de Janeiro Nézőszám: 7809 Játékvezetők: Borys Ryzhyk (UKR), Steven Anderson (USA), Piotr Pastusiak (POL) |
| 2016. augusztus 15. 22:30 (3:30) | (21–13, 20–34, 14–28, 26–15) Jegyzőkönyv |           |               | Carioca Arena 1, Rio de Janeiro Nézőszám: 7809 Játékvezetők: Borys Ryzhyk (UKR), Steven Anderson (USA), Piotr Pastusiak (POL) |
| 2016. augusztus 15. 22:30 (3:30) | Kalnietis 26                             | Pont      | Bogdanović 22 | Carioca Arena 1, Rio de Janeiro Nézőszám: 7809 Játékvezetők: Borys Ryzhyk (UKR), Steven Anderson (USA), Piotr Pastusiak (POL) |
| 2016. augusztus 15. 22:30 (3:30) | Valančiūnas 6                            | Lepattanó | Simon 10      | Carioca Arena 1, Rio de Janeiro Nézőszám: 7809 Játékvezetők: Borys Ryzhyk (UKR), Steven Anderson (USA), Piotr Pastusiak (POL) |
| 2016. augusztus 15. 22:30 (3:30) | Kalnietis 11                             | Gólpassz  | Simon 6       | Carioca Arena 1, Rio de Janeiro Nézőszám: 7809 Játékvezetők: Borys Ryzhyk (UKR), Steven Anderson (USA), Piotr Pastusiak (POL) |

Negyeddöntő
| 2016. augusztus 17. 22:15 (3:15) | Horvátország (CRO)                       | 83–86     | Szerbia         | Carioca Arena 1, Rio de Janeiro Nézőszám: 9027 Játékvezetők: Juan García (ESP), Borys Ryzhyk (UKR), Roberto Vázquez (PUR) |
| 2016. augusztus 17. 22:15 (3:15) | (19–20, 19–12, 14–34, 31–20) Jegyzőkönyv |           |                 | Carioca Arena 1, Rio de Janeiro Nézőszám: 9027 Játékvezetők: Juan García (ESP), Borys Ryzhyk (UKR), Roberto Vázquez (PUR) |
| 2016. augusztus 17. 22:15 (3:15) | Bogdanović 28                            | Pont      | Bogdanović 18   | Carioca Arena 1, Rio de Janeiro Nézőszám: 9027 Játékvezetők: Juan García (ESP), Borys Ryzhyk (UKR), Roberto Vázquez (PUR) |
| 2016. augusztus 17. 22:15 (3:15) | Planinić 9                               | Lepattanó | három játékos 4 | Carioca Arena 1, Rio de Janeiro Nézőszám: 9027 Játékvezetők: Juan García (ESP), Borys Ryzhyk (UKR), Roberto Vázquez (PUR) |
| 2016. augusztus 17. 22:15 (3:15) | Simon 5                                  | Gólpassz  | Teodosić 10     | Carioca Arena 1, Rio de Janeiro Nézőszám: 9027 Játékvezetők: Juan García (ESP), Borys Ryzhyk (UKR), Roberto Vázquez (PUR) |

| Csapat             | Helyezés |
| ------------------ | -------- |
| Horvátország (CRO) | 5.       |

## Műugrás
Női
| Versenyző     | Versenyszám    | Selejtező | Selejtező | Elődöntő | Elődöntő | Döntő   | Döntő    |
| Versenyző     | Versenyszám    | Pont      | Helyezés  | Pont     | Helyezés | Pont    | Helyezés |
| ------------- | -------------- | --------- | --------- | -------- | -------- | ------- | -------- |
| Marcela Marić | Egyéni műugrás | 271,40    | 25.       | kiesett  | kiesett  | kiesett | kiesett  |

## Ökölvívás
Férfi
| Versenyző     | Versenyszám     | Selejtező               | Nyolcaddöntő                   | Negyeddöntő              | Elődöntő              | Döntő             | Helyezés |
| Versenyző     | Versenyszám     | Ellenfél Eredmény       | Ellenfél Eredmény              | Ellenfél Eredmény        | Ellenfél Eredmény     | Ellenfél Eredmény | Helyezés |
| ------------- | --------------- | ----------------------- | ------------------------------ | ------------------------ | --------------------- | ----------------- | -------- |
| Hrvoje Sep    | Félnehézsúly    | Abdel Orabi (EGY) · 2-1 | Michel Borges (BRA) · 0-3      | kiesett                  | kiesett               | kiesett           | 9.       |
| Filip Hrgović | Szupernehézsúly | erőnyerő                | Ali Eren Demirezen (TUR) · 3-0 | Leinier Peró (CUB) · RSC | Tony Yoka (FRA) · 1-2 | kiesett           |          |

## Sportlövészet
Férfi
| Versenyző           | Versenyszám           | Selejtező | Selejtező | Elődöntő | Elődöntő | Döntő   | Döntő    |
| Versenyző           | Versenyszám           | Pont      | Helyezés  | Pont     | Helyezés | Pont    | Helyezés |
| ------------------- | --------------------- | --------- | --------- | -------- | -------- | ------- | -------- |
| Petar Gorša         | Sportpuska, fekvő     | 621,9     | 20.       |          |          | kiesett | kiesett  |
| Petar Gorša         | Sportpuska, összetett | 1174      | 9.        |          |          | kiesett | kiesett  |
| Petar Gorša         | Légpuska              | 628,0     | 3.        |          |          | 101,0   | 7.       |
| Giovanni Cernogoraz | Trap                  | 116       | 9.        | kiesett  | kiesett  | kiesett | kiesett  |
| Josip Glasnović     | Trap                  | 120       | 3.        | 15       | 1.       | 13 (+4) |          |

Női
| Versenyző        | Versenyszám           | Selejtező | Selejtező | Döntő   | Döntő    |
| Versenyző        | Versenyszám           | Pont      | Helyezés  | Pont    | Helyezés |
| ---------------- | --------------------- | --------- | --------- | ------- | -------- |
| Marija Marović   | Légpisztoly           | 377       | 33.       | kiesett | kiesett  |
| Valentina Gustin | Légpuska              | 413,9     | 23.       | kiesett | kiesett  |
| Snježana Pejčić  | Légpuska              | 416,0     | 7.        | 102,0   | 7.       |
| Snježana Pejčić  | Sportpuska, összetett | 580       | 12.       | kiesett | kiesett  |
| Tanja Perec      | Sportpuska, összetett | 572       | 29.       | kiesett | kiesett  |

## Súlyemelés
Férfi
| Versenyző  | Versenyszám | Szakítás | Szakítás | Lökés    | Lökés    | Összesen | Helyezés |
| Versenyző  | Versenyszám | Eredmény | Helyezés | Eredmény | Helyezés | Összesen | Helyezés |
| ---------- | ----------- | -------- | -------- | -------- | -------- | -------- | -------- |
| Amar Musić | 85 kg       | 150      | 15.      | 186      | 14.      | 336      | 14.      |

## Taekwondo
Férfi
| Versenyző   | Versenyszám | Nyolcaddöntő              | Negyeddöntő       | Elődöntő          | Vigaszág elődöntő | Bronz- mérkőzés   | Döntő             | Helyezés |
| Versenyző   | Versenyszám | Ellenfél Eredmény         | Ellenfél Eredmény | Ellenfél Eredmény | Ellenfél Eredmény | Ellenfél Eredmény | Ellenfél Eredmény | Helyezés |
| ----------- | ----------- | ------------------------- | ----------------- | ----------------- | ----------------- | ----------------- | ----------------- | -------- |
| Filip Grgić | Pehelysúly  | Joel González (ESP) · 3-4 | kiesett           | kiesett           |                   |                   |                   | 11.      |

Női
| Versenyző        | Versenyszám | Nyolcaddöntő                    | Negyeddöntő               | Elődöntő          | Vigaszág elődöntő | Bronz- mérkőzés   | Döntő             | Helyezés |
| Versenyző        | Versenyszám | Ellenfél Eredmény               | Ellenfél Eredmény         | Ellenfél Eredmény | Ellenfél Eredmény | Ellenfél Eredmény | Ellenfél Eredmény | Helyezés |
| ---------------- | ----------- | ------------------------------- | ------------------------- | ----------------- | ----------------- | ----------------- | ----------------- | -------- |
| Lucija Zaninović | Légsúly     | Aynur Yesbergenova (KAZ) · 18-7 | Yasmina Aziez (FRA) · 3-4 | kiesett           |                   |                   |                   | 9.       |
| Ana Zaninović    | Pehelysúly  | Kimia Alizadeh (IRI) · 6-7      | kiesett                   | kiesett           |                   |                   |                   | 11.      |

## Tenisz
Férfi
| Versenyző                  | Versenyszám | 64-es főtábla                      | 32-es főtábla                                             | Nyolcaddöntő                            | Negyeddöntő       | Elődöntő          | Bronz- mérkőzés   | Döntő             | Helyezés |
| Versenyző                  | Versenyszám | Ellenfél Eredmény                  | Ellenfél Eredmény                                         | Ellenfél Eredmény                       | Ellenfél Eredmény | Ellenfél Eredmény | Ellenfél Eredmény | Ellenfél Eredmény | Helyezés |
| -------------------------- | ----------- | ---------------------------------- | --------------------------------------------------------- | --------------------------------------- | ----------------- | ----------------- | ----------------- | ----------------- | -------- |
| Marin Čilić                | Egyes       | Grigor Dimitrov (BUL) · 6-1, 6-4   | Radu Albot (MDA) · 6-3, 6-4                               | Gaël Monfils (FRA) · 7-6(8–6), 3-6, 4-6 | kiesett           | kiesett           | kiesett           | kiesett           | 9.       |
| Borna Ćorić                | Egyes       | Gilles Simon (FRA) · 4-6, 6-7(1–7) | kiesett                                                   | kiesett                                 | kiesett           | kiesett           | kiesett           | kiesett           | 33.      |
| Marin Čilić Marin Draganja | Páros       |                                    | Szerbia (SRB) · Novak Đoković · Nenad Zimonjić · 2-6, 2-6 | kiesett                                 | kiesett           | kiesett           | kiesett           | kiesett           | 17.      |

Női
| Versenyző  | Versenyszám | 64-es főtábla                     | 32-es főtábla                              | Nyolcaddöntő      | Negyeddöntő       | Elődöntő          | Bronz- mérkőzés   | Döntő             | Helyezés |
| Versenyző  | Versenyszám | Ellenfél Eredmény                 | Ellenfél Eredmény                          | Ellenfél Eredmény | Ellenfél Eredmény | Ellenfél Eredmény | Ellenfél Eredmény | Ellenfél Eredmény | Helyezés |
| ---------- | ----------- | --------------------------------- | ------------------------------------------ | ----------------- | ----------------- | ----------------- | ----------------- | ----------------- | -------- |
| Ana Konjuh | Egyes       | Annika Beck (GER) · 7-6(7–5), 6-1 | Carla Suárez Navarro (ESP) · 6-7(5–7), 3-6 | kiesett           | kiesett           | kiesett           | kiesett           | kiesett           | 17.      |

## Torna
Férfi
| Versenyző | Versenyszám | Selejtező | Selejtező | Döntő    | Döntő    |
| Versenyző | Versenyszám | Pontszám  | Helyezés  | Pontszám | Helyezés |
| --------- | ----------- | --------- | --------- | -------- | -------- |
| Filip Ude | Lólengés    | 14,333    | 30.       | kiesett  | kiesett  |

Női
| Versenyző | Versenyszám      | Selejtező | Selejtező | Döntő    | Döntő    |
| Versenyző | Versenyszám      | Pontszám  | Helyezés  | Pontszám | Helyezés |
| --------- | ---------------- | --------- | --------- | -------- | -------- |
| Ana Đerek | Talaj            | 13,200    | 52.       | kiesett  | kiesett  |
| Ana Đerek | Gerenda          | 11,433    | 77.       | kiesett  | kiesett  |
| Ana Đerek | Egyéni összetett | feladta   | feladta   | kiesett  | kiesett  |

## Úszás
Férfi
| Versenyző       | Versenyszám | Előfutam | Előfutam | Előfutam | Elődöntő | Elődöntő | Elődöntő | Döntő   | Döntő    |
| Versenyző       | Versenyszám | Idő      | Hely.    | Össz.    | Idő      | Hely.    | Össz.    | Idő     | Helyezés |
| --------------- | ----------- | -------- | -------- | -------- | -------- | -------- | -------- | ------- | -------- |
| Mario Todorović | 50 m gyors  | 22,65    | 2.       | 40.      | kiesett  | kiesett  | kiesett  | kiesett | kiesett  |

Női
| Matea Samardžić | 100 m hát    | 1:00,46 | 5. | 13. | 1:00,60 | 7. | 13. | kiesett | kiesett | kiesett | kiesett | kiesett |
| Matea Samardžić | 200 m hát    | 2:10,51 | 5. | 15. | 2:09,83 | 8. | 15. | kiesett | kiesett |         |         |         |
| Matea Samardžić | 400 m vegyes | 4:39,41 | 1. | 17. |         |    |     | kiesett | kiesett |         |         |         |

## Vitorlázás
Férfi
| Versenyző                 | Versenyszám     | Futam | Futam | Futam | Futam | Futam | Futam | Futam | Futam | Futam | Futam | Futam | Futam | Futam   | Pontszám | Helyezés |
| Versenyző                 | Versenyszám     | 1     | 2     | 3     | 4     | 5     | 6     | 7     | 8     | 9     | 10    | 11    | 12    | É       | Pontszám | Helyezés |
| ------------------------- | --------------- | ----- | ----- | ----- | ----- | ----- | ----- | ----- | ----- | ----- | ----- | ----- | ----- | ------- | -------- | -------- |
| Luka Mratović             | Szörfvitorlázás | 13    | 11    | 15    | 21    | (37)  | 19    | 27    | 18    | 34    | 26    | 31    | 30    | kiesett | 245      | 24.      |
| Ivan Kljaković Gašpić     | Finn dingi      | 6     | 8     | 10    | (15)  | 8     | 8     | 4     | 10    | 2     | 13    |       |       | 20      | 89       | 5.       |
| Tonči Stipanović          | Laser           | 1     | 5     | 7     | 12    | 6     | 7     | (28)  | 9     | 7     | 3     |       |       | 18      | 75       |          |
| Šime Fantela Igor Marenić | 470-es osztály  | 1     | 2     | 4     | 1     | 3     | 3     | 4     | (8)   | 6     | 3     |       |       | 16      | 43       |          |
| Petar Cupać Pavle Kostov  | 49er osztály    | 9     | 17    | 11    | 10    | 11    | 1     | 17    | (18)  | 15    | 13    | 8     | 10    | kiesett | 122      | 15.      |

Női
| Versenyző    | Versenyszám  | Futam | Futam | Futam | Futam | Futam | Futam | Futam | Futam | Futam | Futam | Futam   | Pontszám | Helyezés |
| Versenyző    | Versenyszám  | 1     | 2     | 3     | 4     | 5     | 6     | 7     | 8     | 9     | 10    | É       | Pontszám | Helyezés |
| ------------ | ------------ | ----- | ----- | ----- | ----- | ----- | ----- | ----- | ----- | ----- | ----- | ------- | -------- | -------- |
| Tina Mihelić | Laser radial | (38)  | 3     | 11    | 10    | 4     | 14    | 38    | 5     | 23    | 16    | kiesett | 124      | 13.      |

## Vízilabda

### Férfi
| Horvát férfi vízilabdacsapat-játékoskeret                                                            | Horvát férfi vízilabdacsapat-játékoskeret                                                  |
| --- | ------------------------------------------------------------------------------------------ |
| - Marko Bijač - Luka Bukić - Damir Burić - Andro Bušlje - Xavier García - Maro Joković - Ivan Krapić | - Luka Lončar - Marko Macan - Josip Pavić - Antonio Petković - Anđelo Šetka - Sandro Sukno |

#### Eredmények
Csoportkör
B csoport
| Hely. | Csapat                 | M | Gy | D | V | G+ | G– | Gk  | P | Továbbjutás |
| ----- | ---------------------- | - | -- | - | - | -- | -- | --- | - | ----------- |
| 1.    | Spanyolország (ESP)    | 5 | 3  | 1 | 1 | 46 | 35 | +11 | 7 | Negyeddöntő |
| 2.    | Horvátország (CRO)     | 5 | 3  | 0 | 2 | 37 | 37 | 0   | 6 | Negyeddöntő |
| 3.    | Olaszország (ITA)      | 5 | 3  | 0 | 2 | 40 | 41 | −1  | 6 | Negyeddöntő |
| 4.    | Montenegró (MNE)       | 5 | 2  | 1 | 2 | 36 | 32 | +4  | 5 | Negyeddöntő |
| 5.    | Egyesült Államok (USA) | 5 | 2  | 0 | 3 | 35 | 35 | 0   | 4 |             |
| 6.    | Franciaország (FRA)    | 5 | 1  | 0 | 4 | 28 | 42 | −14 | 2 |             |

| 2016. augusztus 6. 10:20 (15:20) | Egyesült Államok (USA) | 5–7         | Horvátország (CRO) | Maria Lenk Aquatic Center, Rio de Janeiro Játékvezetők: Boris Margeta (SLO), Daniel Flahive (AUS) |
| 2016. augusztus 6. 10:20 (15:20) | (2–2, 1–1, 1–2, 1–2)   |             |                    | Maria Lenk Aquatic Center, Rio de Janeiro Játékvezetők: Boris Margeta (SLO), Daniel Flahive (AUS) |
| 2016. augusztus 6. 10:20 (15:20) | Azevedo 2              | Jegyzőkönyv | Joković, Šetka 2   | Maria Lenk Aquatic Center, Rio de Janeiro Játékvezetők: Boris Margeta (SLO), Daniel Flahive (AUS) |

| 2016. augusztus 8. 20:50 (1:50) | Horvátország (CRO)   | 8–7         | Montenegró (MNE)        | Maria Lenk Aquatic Center, Rio de Janeiro Játékvezetők: Georgios Stavridis (GRE), Daniel Flahive (AUS) |
| 2016. augusztus 8. 20:50 (1:50) | (2–2, 2–1, 1–2, 3–2) |             |                         | Maria Lenk Aquatic Center, Rio de Janeiro Játékvezetők: Georgios Stavridis (GRE), Daniel Flahive (AUS) |
| 2016. augusztus 8. 20:50 (1:50) | három játékos 2      | Jegyzőkönyv | Da. Brguljan, Janović 2 | Maria Lenk Aquatic Center, Rio de Janeiro Játékvezetők: Georgios Stavridis (GRE), Daniel Flahive (AUS) |

| 2016. augusztus 10. 20:50 (1:50) | Spanyolország (ESP)  | 9–4         | Horvátország (CRO) | Maria Lenk Aquatic Center, Rio de Janeiro Játékvezetők: Boris Margeta (SLO), Radoslaw Koryzna (POL) |
| 2016. augusztus 10. 20:50 (1:50) | (2–0, 2–1, 1–2, 4–1) |             |                    | Maria Lenk Aquatic Center, Rio de Janeiro Játékvezetők: Boris Margeta (SLO), Radoslaw Koryzna (POL) |
| 2016. augusztus 10. 20:50 (1:50) | Echenique 4          | Jegyzőkönyv | négy játékos 1     | Maria Lenk Aquatic Center, Rio de Janeiro Játékvezetők: Boris Margeta (SLO), Radoslaw Koryzna (POL) |

| 2016. augusztus 12. 10:20 (15:20) | Horvátország (CRO)   | 10–7        | Olaszország (ITA) | Maria Lenk Aquatic Center, Rio de Janeiro Játékvezetők: Mark Koganov (AZE), Daniel Flahive (AUS) |
| 2016. augusztus 12. 10:20 (15:20) | (1–1, 4–3, 3–2, 2–1) |             |                   | Maria Lenk Aquatic Center, Rio de Janeiro Játékvezetők: Mark Koganov (AZE), Daniel Flahive (AUS) |
| 2016. augusztus 12. 10:20 (15:20) | Sukno 5              | Jegyzőkönyv | Gallo 2           | Maria Lenk Aquatic Center, Rio de Janeiro Játékvezetők: Mark Koganov (AZE), Daniel Flahive (AUS) |

| 2016. augusztus 14. 16:50 (21:50) | Franciaország (FRA)  | 9–8         | Horvátország (CRO) | Olympic Aquatics Stadium, Rio de Janeiro Játékvezetők: Ni Shi Wei (CHN), Hatem Abdelaziz (EGY) |
| 2016. augusztus 14. 16:50 (21:50) | (3–2, 3–3, 2–1, 1–2) |             |                    | Olympic Aquatics Stadium, Rio de Janeiro Játékvezetők: Ni Shi Wei (CHN), Hatem Abdelaziz (EGY) |
| 2016. augusztus 14. 16:50 (21:50) | Marzouki 3           | Jegyzőkönyv | Sukno 3            | Olympic Aquatics Stadium, Rio de Janeiro Játékvezetők: Ni Shi Wei (CHN), Hatem Abdelaziz (EGY) |

Negyeddöntő
| 2016. augusztus 16. 15:10 (20:10) | Brazília (BRA)       | 6–10        | Horvátország (CRO) | Olympic Aquatics Stadium, Rio de Janeiro Játékvezetők: Adrian Alexandrescu (ROU), Benjamin Mercier (FRA) |
| 2016. augusztus 16. 15:10 (20:10) | (2–3, 1–4, 3–1, 0–2) |             |                    | Olympic Aquatics Stadium, Rio de Janeiro Játékvezetők: Adrian Alexandrescu (ROU), Benjamin Mercier (FRA) |
| 2016. augusztus 16. 15:10 (20:10) | Gomes 3              | Jegyzőkönyv | García, Joković 3  | Olympic Aquatics Stadium, Rio de Janeiro Játékvezetők: Adrian Alexandrescu (ROU), Benjamin Mercier (FRA) |

Elődöntő
| 2016. augusztus 18. 12:20 (17:20) | Montenegró (MNE)        | 8–12        | Horvátország (CRO) | Olympic Aquatics Stadium, Rio de Janeiro Játékvezetők: Adrian Alexandrescu (ROU), Joseph Peila (USA) |
| 2016. augusztus 18. 12:20 (17:20) | (3–4, 2–3 , 1–1 , 2 –4) |             |                    | Olympic Aquatics Stadium, Rio de Janeiro Játékvezetők: Adrian Alexandrescu (ROU), Joseph Peila (USA) |
| 2016. augusztus 18. 12:20 (17:20) | Ivović, Da. Brguljan 3  | Jegyzőkönyv | Bušlje 4           | Olympic Aquatics Stadium, Rio de Janeiro Játékvezetők: Adrian Alexandrescu (ROU), Joseph Peila (USA) |

Döntő
| 2016. augusztus 20. 17:50 (22:50) | Horvátország (CRO)   | 7–11        | Szerbia (SRB) | Olympic Aquatics Stadium, Rio de Janeiro Játékvezetők: Georgios Stavridis (GRE), Molnár Péter (HUN) |
| 2016. augusztus 20. 17:50 (22:50) | (2–3, 1–3, 2–3, 2–2) |             |               | Olympic Aquatics Stadium, Rio de Janeiro Játékvezetők: Georgios Stavridis (GRE), Molnár Péter (HUN) |
| 2016. augusztus 20. 17:50 (22:50) | Sukno 3              | Jegyzőkönyv | Mandić 4      | Olympic Aquatics Stadium, Rio de Janeiro Játékvezetők: Georgios Stavridis (GRE), Molnár Péter (HUN) |

| Csapat             | Helyezés |
| ------------------ | -------- |
| Horvátország (CRO) |          |